# Oeh oeh baby
Oeh oeh baby is een lied van de Nederlandse rapper Josylvio in samenwerking met rapper Lil' Kleine. Het werd in 2021 als single uitgebracht en stond in 2022 als elfde track op het album Vallen en opstaan van Josylvio.

## Achtergrond
Oeh oeh baby is geschreven door Felix Laman, Joost Theo Sylvio Yussef Abdelgalil Dowib en Jorik Scholten en geproduceerd door Yung Felix. Het is een nummer uit het genre nederhop. In het lied zingen ze over een vrouw die de rappers omschrijven als een gold digger. In de videoclip zijn de rappers te zien als vakkenvullers in een supermarkt. De single heeft in Nederland de gouden status.
Het is niet de eerste keer dat de twee rappers samen op een lied te horen zijn. Eerder brachten ze al de hitsingles Zware pas en Goed zien uit.

## Hitnoteringen
De artiesten hadden bescheiden succes met het lied in Nederland. Het piekte op de negende plaats van de Single Top 100 en stond acht weken in deze hitlijst. De Top 40 werd niet bereikt; het lied bleef steken op de negentiende plaats van de Tipparade.